# تشاك ديكسون
تشاك ديكسون (بالإنجليزية: Chuck Dixon)‏ (14 أبريل 1954، اسكتلندا في المملكة المتحدة)؛ رسام كارتون، كاتب سيناريو وروائي أمريكي.

## روابط خارجية
- تشاك ديكسون على موقع IMDb (الإنجليزية)
- تشاك ديكسون على موقع قاعدة بيانات الفيلم (الإنجليزية)